# Jean Fournier (résistant, 1925-1944)
Pour les articles homonymes, voir Jean Fournier.
Jean (Albin) Fournier, né le 1er juillet 1925 à Besançon (Doubs) et mort au combat le 6 septembre 1944 à Châtillon-le-Duc (Doubs), est un résistant français.
Employé de bureau à Devecey où il vivait, il rejoint les FFI lors des combats relatifs à la Libération de Besançon. Il est tué au combat sur la commune de Châtillon-le-Duc, son corps n'étant retrouvé que le 14 septembre 1944. Reconnu mort pour la France, son nom figure sur le monument aux morts de Devecey.